# عشق میان دزدان
عشق میان دزدان (به انگلیسی: Love Among Thieves) یک فیلم عاشقانه-ماجراجویی ساخته شده برای تلویزیون است که در ۱۹۸۷ توسط شبکه شرکت پخش رسانه‌ای آمریکا تهیه شد. کارگردان این فیلم راجر یانگ و بازیگرانش آدری هپبورن، رابرت واگنر، جری اورباخ بودند. فیلم یک پایان باز داشت تا امکان ساخت یک دنباله یا سریال تلویزیونی فراهم باشد اما هیچکدام ساخته نشدند. طبق گزارش‌ها ، هپبورن حقوق خود را به یونیسف اهدا کرد. عشق میان دزدان از چند جهت فیلم قابل توجهی است: این تنها فیلم ساخته‌شده برای تلویزیون بود که هپبورن در آن ظاهر شد (اگرچه او در دهه ۵۰ برخی از نمایش‌های درام زنده اجرا کرده بود). این همچنین آخرین فیلمی بود که هپبورن در آن نقش اصلی را ایفا کرد (اجرای بعدی و نهایی او، فیلم همیشه در ۱۹۸۹ یک نقش کوتاه بود).
این نخستین فیلم هپبورن از ۱۹۸۱ و آن‌ها همگی خندیدند بود. این فیلم شامل تعدادی ارجاع عمدی به فیلم‌های قبلی هپبورن، بیشتر در گفتگو است. داستان اصلی نیز از فیلم‌های او در دهه ۱۹۶۰ به نام های معما، پاریس در تب و تاب و چگونه یک میلیون بدزدیم الهام گرفته. این فیلم شامل آخرین بوسه روی صحنه هپبورن (با واگنر) است.
در ۲۰۰۹، این فیلم از طریق دی‌وی‌دی از طریق مجموعه بایگانی وارنر در دسترس قرار گرفت.